# Померанцева, Эрна Васильевна
Э́рна Васильевна Помера́нцева (Гофман; 7 [19] апреля 1899, Москва — 11 августа 1980, Ленинград) — советский фольклорист и этнограф. Доктор исторических наук, профессор.

## Биография
Обучалась на историко-филологическом факультете Московского университета, окончила факультет общественных наук МГУ (1922). С 1935 по 1960 год преподавала в МГУ.
Эрна Померанцева начала свою фольклорную собирательскую деятельность в середине 1920-х годов и не прерывала её до конца 1970-х. За весь многолетний период её собирательская деятельность исследователя сочеталась с анализом классического и современного фольклора.
В 1957—1958 академическом году, будучи доцентом, исполняла обязанности заведующей кафедрой устного народного творчества на филологическом факультете МГУ. Вместе со своим учителем Юрием Матвеевичем Соколовым стояла у истоков кафедры русского устного народного творчества Московского государственного университета.
С 1960 по 1980 год работала в Институте этнографии АН СССР. За более чем 50-летнюю научную деятельность Эрна Померанцева опубликовала около 300 книг, статей и рецензий. На протяжении многих лет Эрна Васильевна работала с другим крупным фольклористом — Софьей Исааковной Минц.
Эрна Померанцева вошла в русскую и европейскую науку как видный представитель фольклорной школы братьев Юрия и Бориса Соколовых, игравшей важную роль в становлении и развитии советской фольклористики 1920—1930-х годов. Она долгое время преподавала в московских вузах курс русского фольклора и одновременно руководила экспедиционной деятельностью по его собиранию и изучению.
Эрна Померанцева умерла в Москве 11 августа 1980 года в возрасте 81 года.

## Основные работы
Книги
- Сказки И. Ф. Ковалева / записали и коммент. Э. Гофман и С. Минц. М., 1941;
- Сказки Абрама Новопольцева / Ред. и вступ. ст. Э. В. Померанцевой. — Куйбышев, 1952. (см. Новопольцев, Абрам Кузьмич)
- Русские народные сказки. М., 1957 (нем. перевод 1964);
- Русская народная сказка. М., 1963;
- Померанцева Э. В., Минц С. И. Русское народное поэтическое творчество: Хрестоматия : Учеб. пособие для вузов / Сост. Э. В. Померанцева и С. И. Минц. — 2-е изд., испр. и доп. — М.: Учпедгиз, 1963. — 576 с.
- Минц С. И., Померанцева Э. В. Русская фольклористика: Хрестоматия для вузов : (Для филол. фак. ун-тов и пед. ин-тов). — М.: Высшая школа, 1965. — 472 с. — 15 000 экз.
  - Минц С. И., Померанцева Э. В. Русская фольклористика: Хрестоматия. — 2-е изд., испр. и доп. — М.: Высшая школа, 1971. — 416 с.
- Судьбы русской сказки. М., 1965;
- Традиционный фольклор Владимирской деревни (в записях 1963—1969 гг.). — М. Наука, 1972 (редактор);
- Мифологические персонажи в русском фольклоре. — М.: Наука, 1975;
- Русская устная проза / сост. В. Г. Смолицкий. — М.: Просвещение, 1985.

Статьи
- Советская фольклористика. Семейная обрядовая поэзия. Сказки // Русское народное поэтическое творчество. 2-е изд. М., 1956;
- Александр Блок и фольклор // Русский фольклор, т. 3, М. — Л., 1958;
- Сказка о Петре и Февронии // Славянский сборник. Вып. 2, Воронеж, 1958;
- К вопросу о национальном и интернациональном начале в народных сказках // История, фольклор, искусство славянских народов, М., 1963;
- Комиссия по народной словесности Общества любителей естествознания, антропологии и этнографии (1911—1926) // Очерки истории русской этнографии, фольклористики и антропологии. Вып. 2, М., 1963;
- Судьбы былевого эпоса в послевоенные годы // «Русская литература», 1963, № 4;
- A. N. Afanas’ev und die Brüder Grimm // «Deutsches Jahrbuch für Volkskunde», Bd 9, B., 1963.